# Almazna
Almazna (ukrainsk: Алма́зна (Almázna), russisk: Алмáзная (Almaznaya) er en lille by i Kadijivka Kommune, Luhansk oblast i Ukraine. I 2021 havde byen  4.168 indbyggere. Industrier i Almazna omfatter virksomheder indenfor  metallurgi og fremstilling; der ligger også en kulmine i nærheden af byen.
Siden 2014 har Almazna været under  effektiv kontrol af den selvudråbte Folkerepublikken Lugansk.